# Friedrich von Esmarch
För andra betydelser, se Esmarch.

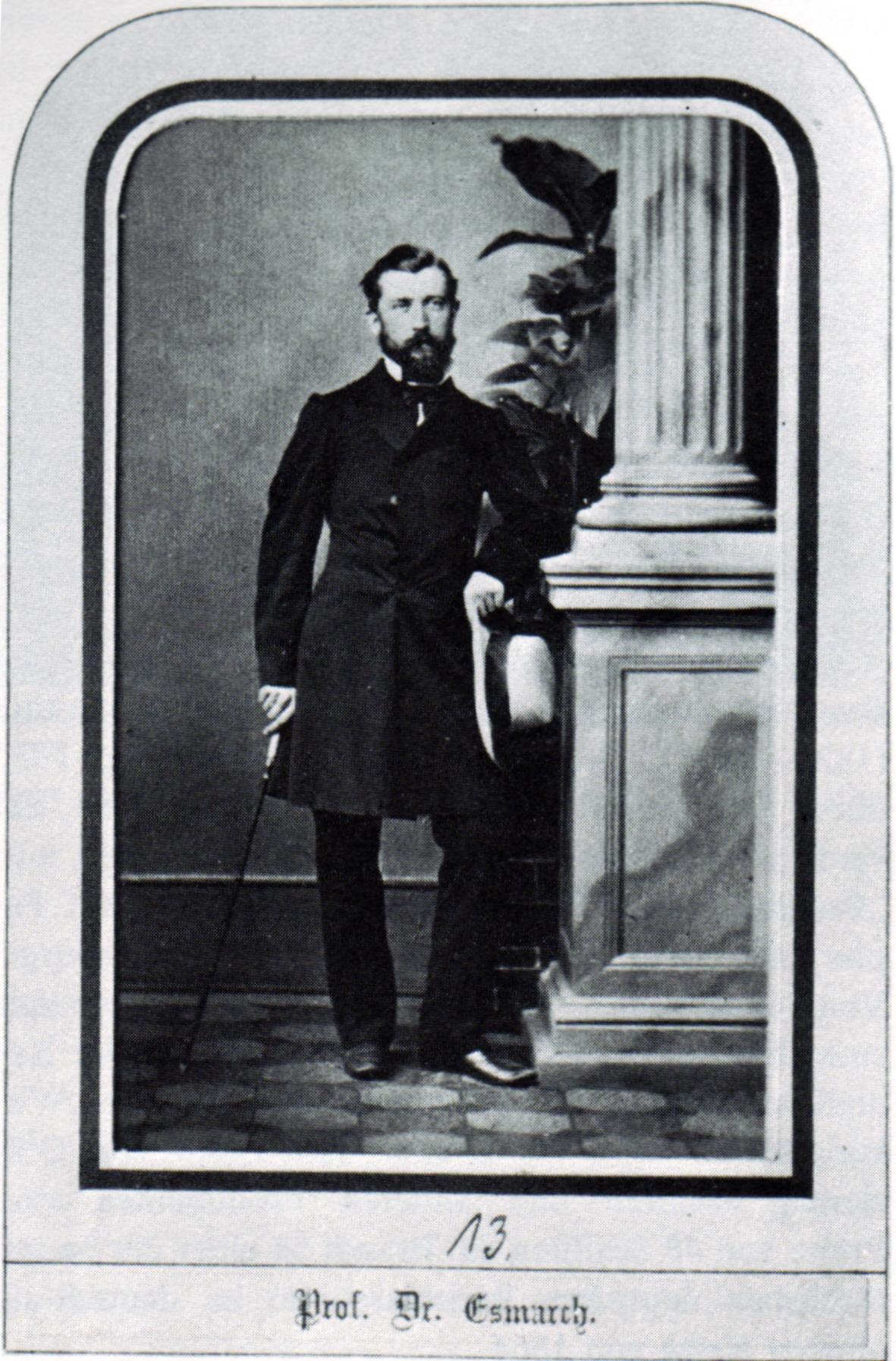
Friedrich von Esmarch

Johann Friedrich August von Esmarch, född 9 januari 1823 i Tönning, död 23 februari 1908 i Kiel, var en tysk kirurg.
Esmarch blev 1848 medicine doktor, 1857 kirurgie professor i Kiel och var 1870-71 fältläkare vid preussiska hären där han 1870 utnämndes till generalfältläkare. Han upphöjdes i ärftligt adelsstånd 1887, tog 1899 avsked från sin professur och erhöll då titeln av excellens. En staty över honom har rests i hans födelsestad.
Esmarchs betydelse ligger framför allt i hans verksamhet på krigskirurgins område och i hans framgångsrika initiativ för skapande av samaritföreningar. Också behandlar hans skrifter till väsentlig del hithörande frågor, såsom Der erste Verband auf dem Schlachtfeld (1869; "Första förbandet på slagfältet", 1870), Über den Kampf der Humanität gegen die Schrecken des Krieges (1869; "Menniskokärlekens strid mot krigets fasor" 1870), Handbuch der kriegschirurgischen Technik (1877, femte upplagan 1901), Die erste Hilfe bei plötzlichen Unglücksfällen (1882; "Den första hjelpen vid plötsliga olyckshändelser", 1883), vilken sistnämnda skrift översattes till ett par dussin olika språk. Vidare märks hans införande av konstgjord blodtomhet vid kirurgiska operationer (Ueber künstliche Blutleere bei Operationen, 1873) liksom hans tillsammans med Ernst Kowalzig utgivna Chirurgische Technik (1892, tredje upplagan 1899).
Mest känd är han dock för den efter honom uppkallade Esmarchs binda, en elastisk gummibinda som Esmarch 1873 angav som metod för att före operation avsnöra blodflödet till de extremiteter som skulle opereras.